# H.323
El protocolo H.323 de la Unión Internacional de Telecomunicaciones (ITU) define la forma de proveer sesiones de comunicación audiovisual sobre paquetes de red. A partir del año 2000 se encuentra implementada por varias aplicaciones de Internet que funcionan en tiempo real como Microsoft Netmeeting y Ekiga (Anteriormente conocido como GnomeMeeting, el cual utiliza la implementación OpenH323). Es una parte de la serie de protocolos H.32x, los cuales también dirigen las comunicaciones sobre RDSI, RTC o SS7.
H.323 es utilizado comúnmente para Voz sobre IP (VoIP, Telefonía de Internet o Telefonía IP) y para videoconferencia basada en IP.
Es un conjunto de normas (recomendación paraguas) ITU para comunicaciones multimedia que hacen referencia a los terminales, equipos y servicios estableciendo una señalización en redes IP. No garantiza una calidad de servicio, y en el transporte de datos puede, o no, ser fiable; en el caso de voz o vídeo, nunca es fiable. Además, es independiente de la topología de la red y admite pasarelas, permitiendo usar más de un canal de cada tipo (voz, vídeo, datos) al mismo tiempo.
La topología clásica de una red basada en H-323:[cita requerida]
- Portero: realiza el control de llamada en una zona. Es opcional pero su uso está recomendado, de modo que si existe, su uso será obligatorio. Traduce direcciones, ofrece servicio de directorio, control de admisión de terminales, control de consumo de recursos y procesa la autorización de llamadas, así como también puede encaminar la señalización.
- Pasarela: es el acceso a otras redes, de modo que realiza funciones de transcodificación y traducción de señalización.
- MCU: soporte multiconferencia. Se encarga de la negociación de capacidades.

## Historia
H.323 se creó originalmente para proveer de un mecanismo para el transporte de aplicaciones multimedia en redes de área local pero ha evolucionado rápidamente para dirigir las crecientes necesidades de las redes de VoIP.
Un punto fuerte de H.323 era la relativa y temprana disponibilidad de un grupo de estándares, no solo definiendo el modelo básico de llamada, sino que además definía servicios suplementarios, necesarios para dirigir las expectativas de comunicaciones comerciales. H.323 fue el primer estándar de VoIP en adoptar el estándar de IETF de RTP (Protocolo de Transporte en tiempo Real) para transportar audio y vídeo sobre redes IP.
H.323 está basado en el protocolo RDSI Q.931 y está adaptado para situaciones en las que se combina el trabajo entre IP y RDSI, y respectivamente entre IP y QSIG. Un modelo de llamada, similar al modelo de RDSI, facilita la introducción de la Telefonía IP en las redes existentes de RDSI basadas en sistemas PBX. Por esto es posible el proyecto de una migración sin problemas hacia el IP basado en sistemas PBX.
Dentro del contexto de H.323, un IP basado en PBX es, en palabras sencillas, un Gatekeeper más algunos servicios suplementarios.

## Protocolos
H.323 tiene referencias hacia algunos otros protocolos de ITU-T como:
- H.225.0 - Protocolo utilizado para describir la señalización de llamada, el medio (audio y video), el empaquetamiento de las tramas, la sincronización de tramas de medio y los formatos de los mensajes de control.
- H.245 - Protocolo de control para comunicaciones multimedia. Describe los mensajes y procedimientos utilizados para abrir y cerrar canales lógicos para audio, video y datos, capacidad de intercambio, control e indicaciones.
- H.450 - Describe los Servicios Suplementarios.
- H.235 - Describe la seguridad de H.323.
- H.239 - Describe el uso de la doble trama en videoconferencia, normalmente uno para video en tiempo real y la otro para presentación.
- H.281 - Describe el control de cámara lejana para movimientos PTZ (pan-tilt-zoom)
- H.282 - Protocolo de control de dispositivo distante para aplicaciones multimedios. Describe el manejo remoto de dispositivos de entrada/salida (I/O).[3]